# Ђурађ Вујчић
Ђурађ Вујчић (енгл. Djuradj Vujcic; Скарборо, 6. септембар 1992) канадски je спортски радник и новинар српског порекла.

## Биографија
Рођен је 6. септембра 1992. године у Скарбороу од оца Првослава и мајке Наде (рођ. Кесић) као друго дете. Одрастао је у Ошави и Кларингтону где је завршио основну школу 2006. године. Средњу школу завршио је у Торонту, 2010. године. Дипломирани је спортски менаџер. У младости је тренирао карате и кошарку, играјући на позицији бека. Једно време је радио у канадском министарству здравља као пословни секретар.
Написао је на стотине новинарских и биографских текстова а честе теме су му достигнућа и изазови Срба у Канади. Сарађивао је са разним медијским кућама као што су Б92 спорт, Српске новине, Србија, Канадски Србобран, Источник и Православље. За ФК Српски бели орлови је радио као уредник веб-странице и представник клуба.
Био је главни и одговорни уредник Урбаног књижевног круга. Члан је Удружења новинара Канаде од 2013. године и канадског ПЕН центра од 2019. године. Од марта 2025. године је уредник веб-странице Епархије канадске.
Говори српски и енглески.